# 宮澤もえみ
宮澤 もえみ（みやざわ もえみ、1990年3月3日 - ）は、日本の女優、タレント。長野県松本市出身。

## 主な出演

### テレビ
- テレビ史を揺るがせた100の重大ニュース今夜一挙公開（2015年、TBS）
- えにしの記憶～江戸→東京どらま～（2015年、TOKYO MX 第16回 めでたき国　第3話「～決闘?!～」）
- 風媒花 由美役（2016年9月-、千葉テレビ放送 ）[1]
- 死役所（2019年、テレビ東京 第5話） - レギュラー・仏役
- シャーロック(2019年、フジテレビ系列 第2話） - 相談者役

### 舞台
- 平成中村座 信州まつもと大歌舞伎『夏祭浪花鑑』（2008年7月、まつもと市民芸術館）
- 骨髄移植推進キャンペーンミュージカル明日への扉 (ミュージカル)（2010年10月、ゆうぽうとホール）
- 劇団たいしゅう小説家「湯もみガールズ 」(2014年11月、萬劇場)
- エンテナ PLAY UNION 第一回公演『好きな事を自由にやる人々』「オカルト研究#8 『憑依』」 主演(2015年5月、萬劇場)
- 劇団たいしゅう小説家「湯もみガールズ 2015ver」(2015年6月、シアター風姿花伝)
- エンテナ PLAY UNION 第二回公演『年の始めのためしとて』「Dream Box」 (2016年1月、萬劇場)
- ミュージカル「ズボン船長」（2016年7月、天王洲銀河劇場）
- 「フルコンタクト！松風少年院・第七分院くすのき寮合唱団」主演・宍戸美奏役（2017年5月、萬劇場）[2][3][4][5][6]
- SEPT presents『SANZ II』Ep.3「regret」　アリー役（2018年4月、博品館劇場）[7]
- エンテナPLAY UNION 第8回公演『Dream Box』6番役（2018年6月、シアター風姿花伝）[8]
- 〈シアターグリーン50周年記念公演〉 平成時代劇 片肌☆倶利伽羅紋紋一座「ざ☆くりもん」「火消哀歌」橋立役（2018年8月、シアターグリーンBIG TREE THEATER）[9]
- PandA企画 〜フラ劇プロジェクト〜『ギレン-Fake or Love-』ミカ役（2019年7月、木星劇場）
- [DISH]プロデュースpresents 『This is Me!?』酒井ののか役・『KIDS』キュエル役（2019年８月、八幡山ワーサルシアター）
- Reading Act『打ち上げ花火が消えた後、カケラみたいに光る星。』是枝美波役（2019年９月、アトリエファンファーレ高円寺）
- patisserie maison 3110presents『おおばかもの〜ふくらめ！私のイースト菌〜』 田端道子役（2019年１０月、浅草花劇場）

### 映画
- 闇金ドッグス8（2018年4月-）
- CAGE（2017年9月-）
- 風媒花-由美役（2016年10月-）
- 教科書にないッ!（2016年10月4日-)
- TRASH／トラッシュ（2015年10月24日-)
- ガチバン NEW GENERATION（2015年1月31日-）

### その他
- ハウステンボス TV-CM 『秋の女子旅』篇 ナレーション
- 映画『パリ20区、僕たちのクラス』吹替・アンリエット役
- Enthena TV「街声 - 皆が気になる街の声 - 」（2016年6月 - 、FRESH!）[10]
- AGN@Enthena プロデュース総合エンターテインメントイベント「Enthena EVENT」4th - 11th（2014年4月 - 2016年6月、原宿 Astro HALL・渋谷DESEO等）
- 企画【The Starting Night vol.1】（2009年）[11]